# 留震臣
留震臣（1548年—？），名一龍，字震臣，以字行，福建晉江縣人，明朝政治人物，同進士出身。

## 生平
隆慶四年（1570年）庚午科福建鄉試第四十二名。萬曆二年（1574年）登進士第三甲第七十三名。授常熟縣知縣，升刑部主事，因病卒于苏州。

## 家族
曾祖父留芳，曾任通判，封承德郎，刑部主事、祖父留志淑，曾任布政司右布政使、父留元復（貢士）。嫡母顏氏、生母蔡氏。慈侍下。弟留敬臣，進士。